# Quest világa
A Quest világa 2008 és 2009 között futott színes, kanadai televíziós animációs kalandsorozat, amelyet Jason Kruse alkotott. A sorozatot a Cookie Jar Entertainment gyárotta. Az első részt az Amerikai Egyesült Államokban 2008. március 15-én a Kids' WB, míg Magyarországon a Jetix mutatta be.

## Cselekmény
Quest világában a nem összeillő páros Nestor herceg és Quest kalandjait követhetjük nyomon az Odyssián. A hős Quest ismeri a titokzatos Shattersoul Kard rejtekhelyének titkát, melynek nagy ereje van. Útjuk során találkoznak új barátokkal, vadászokkal és gonosz fegyverrel is. A legnehezebb nekik a harcnál is a barátkozás! Azokat a mágikus kardokat keresik amivel a királyságot és Nestor szüleit is megvédhetik.

## Szereplők
- Quest –
- Nestor –
- Graer –
- Gatling –
- Way –
- Anna Maht –
- Lord Spite –
- Ogun –
- A katasztrófa testvérek: Káosz, Kalamity és Konfusion –
- Deceit –
- Agon –
- Albert –
- Az őrző –

## Magyar hangok
- Molnár Levente – Nestor
- Ónodi Gábor – Graer
- Papucsek Vilmos – Quest
- Joó Gábor – Gatling
- Renácz Zoltán – Lord Spite
- Bolla Róbert – Ogun
- Pál Tamás – ?
- Molnár Miklós – ?
- Gazdik Kata – Deceit
- Molnár Ilona – Anna Maht

## Epizódok

### 1. évad
| #   | Hivatalos epizódcím                                                 | Magyar cím                                           | Eredeti premier   | Magyar premier |
| --- | ------------------------------------------------------------------- | ---------------------------------------------------- | ----------------- | -------------- |
| 1.  | The Quest Begins/The Not-So-Great Escape                            | Quest elindul/Nem túl remek szökés                   | 2008. március 15. |                |
| 2.  | Between a Rock and a Hard Place/Bottoms Up                          |                                                      | 2008. március 22. |                |
| 3.  | The Hills are Alive with the Sound of Anna Maht/Where There's a Way | A hegyek élnek/Hol van az út                         | 2008. március 29. |                |
| 4.  | Croc-a-Doodle-Doo/Tournament of Punishment                          | Croco kukurikú/Büntetés kirándítás                   | 2008. április 5.  |                |
| 5.  | No Prophet No Gain/Trial of Anna Maht                               | Próféta nélkül nincs élet/Anna Maht tárgyalása       | 2008. április 19. |                |
| 6.  | Death by Mockery/Lanze the Boil                                     | Gúnyolás általi halál/Újabb Lanze                    | 2008. április 26. |                |
| 7.  | Rolling Nestor Gathers No Moss/Mini Quest                           | Guruló Nestor nem gyűjt mohát/Mini Quest             | 2008. május 3.    |                |
| 8.  | In Search of the Royal Family/As the Superworm Turns                | A királyi család keresése/Ahogy a szuperkukac fordul | 2008. május 10.   |                |
| 9.  | Fall of Odyssia                                                     | Odyssia bukása                                       | 2008. május 17.   |                |
| 10. | Rash to Judgement/Harvest Day                                       | Hamar ítélet/Szüret                                  | 2008. május 24.   |                |
| 11. | Left Holding the Bag/War of the Griffins                            | Bal tartja a zsákot/A Griff háborúja                 | 2008. május 31.   |                |
| 12. | Night of the Hunter/World of Carney                                 | A vadász éjszakája/Carney világa                     | 2008. június 7.   |                |
| 13. | Search for Power                                                    | A hatalom keresése                                   | 2008. június 14.  |                |

### 2. évad
| #   | Hivatalos epizódcím                                       | Magyar cím | Eredeti premier   | Magyar premier |
| --- | --------------------------------------------------------- | ---------- | ----------------- | -------------- |
| 1.  | The Search for Deceit/Mystical Tooth Fairy                |            | 2009. június 1.   |                |
| 2.  | Robin Hood of Odyssia/The Tell Tale Tale Teller           |            |                   |                |
| 3.  | The Crusades/Little Troll Down the Lane                   |            | 2009. június 1.   |                |
| 4.  | Mirror Quest/Leaper Island                                |            |                   |                |
| 5.  | Musta Been Something Graer Ate/The Great Rutabaga Depress |            | 2009. június 2.   |                |
| 6.  | There's something about Gatling/The Tow                   |            |                   |                |
| 7.  | Katastrophic Storm/World of Water                         |            |                   |                |
| 8.  | Molting Graer/The Body Switch                             |            |                   |                |
| 9.  | Guardian Match/No Way Out                                 |            | 2009. április 12. |                |
| 10. | Nestor's Birthday / Take A Chance                         |            |                   |                |
| 11. | Witches of Odyssia/War of the Vegivours                   |            | 2009. június 11.  |                |
| 12. | Bizarro Graer / Unlikely Alliance                         |            |                   |                |
| 13. | The Prince And The Pauper/Strange Bedfellows              |            | 2009. június 11.  |                |